# L'Orri
|  | Per a altres significats, vegeu «l'Orri (Espui)». |

L'Orri és una entitat de població al municipi de Pardines, a la comarca catalana del Ripollès. En el cens de 2011 tenia 14 habitants.